# Кочиев, Бега
Бега́ Ко́чиев (осет. Коцты Бега; ? — 27 июля 1830) — народный герой осетин, предводитель восстания осетин Чесельтского ущелья в 1830 году.

## Участие в восстании
В то время, как многие жители Чесельтского ущелья, после нескольких боёв за гору Зекара, признали себя покорёнными, Бега и ещё около 30 человек из его фамилии продолжили сопротивление, укрывшись в родовой башне в селе Кола (осет. Хъола). Однако, согласно другим источникам в башне находилось всего 10 человек.
Войска экспедиции под командованием генерала П. Я. Ренненкампфа были стянуты к башне и осадили её. Всего в штурме было задействовано около 1500 человек. Сначала Ренненкампф приказал открыть огонь из мортирок, но башня устояла. Потом было решено взять башню приступом. Было проведено несколько атак силами до 500 солдат, которые не прекратились и ночью. В результате чего Российские войска потеряли 22 человека. Все атаки были отбиты. Была также предпринята попытка взорвать основание башни, но выяснилось, что фундамент уходит глубоко в землю. Поэтому было принято решение отложить атаку до ночи .
Ночью Ренненкампф приказал поджечь крепость. Так как наверху башни была деревянная надстройка, а двери и окна также были из дерева, огонь начал быстро распространяться. Когда крыша рухнула, Бега и ещё 9 человек спустились на веревках с кинжалами, надеясь пробить себе путь. Бега удалось пробиться сквозь осаду, но вскоре был пойман. Остальные повстанцы были подняты на штыки. После чего Бегу заключили в тюрьму в Гори. Через некоторое время Бега сбежал из тюрьмы. В 1838 Бегу Кочиева встретил немецкий путешественник Карл Кох который оставил описание о нём в своей книге.

### Свидетельства о тех событиях
Один из участников тех событий, Виктор Чудинов, писал: 
Осаждённые пели во всю глотку весёлую песню, неустанно бросали камни, издевались над нашими усилиями и, видимо, предпочитали смерть всякой пощаде.
Российский военный историк, В. А. Потто, отметил: 
Теперь только обугленные стены укажут любопытному путнику место, где тридцать человек со спартанской твёрдостью защищались около суток против полуторатысячного русского отряда

## В искусстве
В соответствии с народными традициями осетин, о Бега была сложена героическая песня в традиционном хоровом жанре. Автором слов песни «Коцты Бегайы зарæг» является Юрий Кочиев, автором музыки — Анисим Дзаттиаты.